# Rivière Sainte-Marie (vattendrag i Kanada, Québec, lat 45,74, long -74,04)
Rivière Sainte-Marie är ett vattendrag i Kanada.   Det ligger i provinsen Québec, i den sydöstra delen av landet, 130 km öster om huvudstaden Ottawa.
Trakten runt Rivière Sainte-Marie består till största delen av jordbruksmark. Runt Rivière Sainte-Marie är det ganska tätbefolkat, med 80 invånare per kvadratkilometer.